# Universidad de Westminster
La Universidad de Westminster (en inglés University of Westminster) es una universidad pública del Reino Unido. Fundada en 1838 con el nombre de Institución Politécnica Real (en inglés Royal Polytechnic Institution), fue la primera institución politécnica en el Reino Unido. La institución fue convertida en universidad en 1992, lo que significó que podría brindar sus propios títulos académicos.
La mayor parte de la escuela se encuentra en la Regent Street dentro de la Ciudad de Westminster en el centro de Londres, con campus adicionales en Fitzrovia, Marylebone y Harrow. La universidad también cuenta con una sede adicional en Uzbekistán,  en la cual funciona la Universidad Internacional de Westminster en Tashkent.
Las actividades académicas de la universidad están organizadas dentro de siete facultades, dentro de las cuales existen 45 departamentos académicos. La universidad cuenta con diversos centros de investigación a través de los diversos campos de estudios, incluyendo comunicaciones e investigación mediática, cuya investigación está considerada dentro de las 40 mejores del mundo según QS World University Rankings. La Universidad de Westminster tuvo un ingreso de £170.4 millones en el 2012/13, de los cuales £4.5 millones provinieron del área de investigación académica. Westminster es reconocida especialmente por sus programas de periodismo, administración de empresas, ciencias sociales y ciencias políticas.
Westminster es miembro de la Association of Commonwealth Universities, la Asociación de MBAs, la  European Foundation for Management Development, la Asociación de Universidades Europeas, la Asociación Internacional de Universidades, entre otras organizaciones.